# Willi Schropp
Willi Schropp (* 23. Dezember 1895 in Memmingen; † unbekannt) war deutscher Maler und Graphiker. 

## Leben
Der aus dem oberschwäbischen Memmingen stammende Maler war in München ansässig und studierte ab 1919 an der Akademie der bildenden Künste München bei Hermann Groeber, Peter Halm und Karl Caspar. Die Städtische Galerie Memmingen kaufte von ihm Bilder.